# 韓國流行音樂團體名單 (2010年代)
2010年代的韓國流行音樂團體名單是用於匯總在2010年代出道的韓國偶像團體。另見1990年代和2000年代出道的團體名單。

## 2010年
- CNBLUE
- 男女共學（已解散）
- DMTN
- F.Cuz
- Girl's Day（單飛不解散）
- GD & TOP
- GP Basic（已解散）
- Homme（已解散[1]）
- INFINITE
- JYJ
- Led apple（已解散）
- Miss A（已解散）
- Nine Muses（已解散）
- One Way（英语：One Way (South Korean band)）
- 橙子焦糖（單飛不解散）
- 屋頂月光
- Standing Egg
- SISTAR（已解散）
- TEEN TOP
- Touch（英语：Touch (group)）
- 大國男兒（單飛不解散）
- ZE:A（單飛不解散）

## 2011年
- Double A（已解散）
- Apeace（已解散）
- Apink
- B1A4
- BLADY（已解散）
- Block B
- Boyfriend（已解散）
- Brave Girls（已解散）
- C-REAL（已解散）
- Chocolat（已解散）
- Clover（英语：Clover (musical trio)）
- Dal★Shabet（單飛不解散）
- F-VE DOLLS（已解散）
- Geeks
- HITT（已解散）
- 金希澈&金政模
- M.I.B（已解散）
- MYNAME（已解散）
- N-SONIC（已解散）
- N-Train（已解散）
- Phantom（已解散）
- RANIA（已解散）
- 玫瑰旅館（已解散）
- SISTAR19（已解散）
- Stellar（已解散[2]）
- Super Junior-D&E
- Trouble Maker（已解散[3]）
- Ulala Session（英语：Ulala Session）
- X-5（已解散）

## 2012年
- 100%（2022年改名為FAVE1）
- 15&（已解散）
- 24K
- A.cian
- A-JAX（已解散）
- AOA
- B.A.P
- BBde Girl（已解散）
- BIGSTAR（已解散）
- BTOB
- C-CLOWN（已解散）
- Crayon Pop
- CROSS GENE
- D-Unit（已解散）
- EvoL（已解散）
- EXID（單飛不解散）
- EXO
- FIESTAR
- Flashe（已解散）
- Gangkiz（已解散）
- 少女時代-太蒂徐
- GLAM（已解散）
- Hello Venus（已解散）
- Honey G（英语：Honey G (band)）
- JJ Project（單飛不解散）
- Lunafly
- MR. MR.
- NU'EST（已解散）
- NEP（已解散）
- PURETTY（已解散）
- She'z（已解散）
- Skarf（已解散）
- SPICA（已解散）
- Sunny Days（英语：Sunny Days (band)）
- Sweden Laundry
- TAHITI（已解散[4]）
- TASTY
- The SeeYa（已解散）
- Tiny-G（已解散）
- TWO X（已解散）
- VIXX

## 2013年
- 100% V（已解散）
- 2EYES（已解散）
- 2Yoon（已解散）
- 5urprise（已解散）
- AlphaBat
- AOA Black（英语：AOA Black）（已解散）
- 防彈少年團
- BESTie（已解散）
- 少年共和國（無限期停止活動）
- BP POP（已解散）
- Demion（已解散）
- Global Icon
- Heart Rabbit Girls（已解散）
- Heaven（已解散）
- History（已解散）
- INFINITE H（已解散）
- Ladies' Code (暫停活動)
- LC9（已解散）
- M4M（已解散）
- M.Pire（已解散）
- NOM（已解散）
- Peach Girl（已解散）
- Pro C（已解散）
- PURE (韓國男團)
- Purplay（已解散）
- QBS（已解散）
- Queen B'z（已解散）
- Royal Pirates
- Say Yes（已解散）
- SPEED（已解散）
- T-ara N4（已解散）
- Tint（已解散）
- Topp Dogg（2018年改名為XENO-T）（已解散）
- Tren-D（已解散）
- TURAN（已解散）
- Under dog（已解散）
- WA$$UP（已解散）
- YellOW（已解散）

## 2014年
- 1PS（已解散）
- 2000 Won（英语：2000 Won）
- Alice White（已解散）
- 4L（已解散）
- 4TEN
- 樂童音樂家
- Almeng（英语：Almeng）
- B.I.G
- Badkiz（2019-2020年曾改名為Hot Place[5]）（已解散）
- Beatwin
- Berry Good（已解散）
- Bigflo
- BLAST（已解散）
- Bob Girls（已解散）
- BTL（已解散）
- Bursters（英语：Bursters）
- Chaness（已解散）
- D.Holic（已解散）
- GD X Taeyang
- GOT7
- HeartB（英语：HeartB）（已解散）
- HI秀賢（已解散）
- HIGH4
- HOTSHOT（已解散）
- HALO（單飛不解散）
- Infinite F
- JJCC
- Kiss&Cry（已解散）
- K-Much（英语：K-Much）（2017年改名為Be.A（英语：Be.A））（已解散）
- LABOUM
- Lip Service（英语：Lip Service (group)）（已解散）
- Lovelyz（已解散）
- LU:KUS（2016年改名為L.A.U）
- MADTOWN（已解散）
- MAMAMOO
- Melody Day（已解散[6]）
- M.O.A（已解散）
- MINX（2017年改組為Dreamcatcher）
- Play the Siren（英语：Play the Siren）（已解散）
- Purfles（已解散）
- Rainbow BLAXX（已解散）
- Red Velvet
- Rion Five
- SONAMOO（已解散）
- SPICA.S（已解散）
- The Barberettes（英语：The Barberettes）
- THE LEGEND（已解散）
- Toheart
- Troy（英语：Troy (band)）
- UNIQ
- Wings（已解散）
- WINNER
- 七學年一班（已解散）

## 2015年
- 1PUNCH（已解散）
- APRIL（已解散）
- As One（已解散）
- Awe5ome Baby（已解散）
- Bastarz
- Baby Boo（已解散）
- Big Brain（英语：Big Brain）
- CLC（已解散）
- DAY6
- DIA（已解散）
- GFRIEND（已解約，未解散）
- High Brow
- iKON
- LAYSHA
- MAP6
- MAS（2017年改名為ONEWE）
- MONSTA X
- MyB（已解散）
- N.Flying
- Oh My Girl（jine已離開）
- PLAYBACK
- Pretty Brown（英语：Pretty Brown (duo)）
- ROMEO
- Rubber Soul
- Seventeen
- Snuper（已解散）
- THE ARK（已解散）
- TWICE
- Unicorn（已解散）
- UP10TION
- VAV
- VIXX LR
- WANNA.B（已解散）
- ZZBEst（已解散）

## 2016年
- A.De
- AOA Cream
- APL
- ASTRO
- BLACKPINK
- Bloomy（已解散）
- BULLDOK（已解散）
- 臉紅的思春期（禹智潤已離開）
- C.I.V.A
- CocoSori（已解散）
- 宇宙少女
- Double S 301
- EXO-CBX
- Gugudan（已解散）
- HIGHTEEN
- H.U.B
- I.B.I（已解散）
- I.O.I（已解散）
- IMFACT
- INX（已解散）
- KNK
- MASC（已解散）
- MATILDA（已解散）
- MIXX（已解散）
- MOBB
- MOMOLAND
- NCT
- NCT 127 NCT分隊
- NCT Dream NCT分隊
- Nine Muses A（已解散）
- Pentagon
- SF9
- The EastLight.（已解散[7]）
- 姐姐們的Slam Dunk
- UNIVERSE 世界少年
- VICTON
- VOISPER（已解散）
- VROMANCE
- Z:ON（已解散）

## 2017年
- 14U（已解散）
- A.C.E
- Apple.B（已解散）
- BLANC7（已解散）
- BLACK6IX（已解散）
- BLK（已解散）
- BONUSbaby（已解散）
- Busters
- Dreamcatcher
- Duetto（英语：Duetto (duo)）
- Elris（2022年改名為ALICE）
- EXP EDITION（已解散）
- Favorite（已解散）
- G-reyish（已解散）
- 少女注意報（已解散）
- Golden Child
- GOOD DAY（已解散）
- GreatGuys
- gu9udan 5959（已解散）
- Hashtag（已解散）
- HONEYST（已解散）
- Highlight（原名為：BEAST）
- 炯燮x義雄
- IM66（已解散）
- IN2IT（暫停活動）
- IZ
- JBJ（已解散[8][9]）
- KARD
- 龍國&始炫（已解散）
- LIPBUBBLE（已解散）
- Mind U（英语：Mind U）
- MVP（已解散）
- MXM
- MYTEEN（已解散）
- NU'EST W（已解散）
- ONF
- P.O.P（已解散）
- PRISTIN（已解散）
- RAINZ（已解散[10]）
- S2（已解散）
- S.I.S（已解散）
- Seven O'Clock（已解散）
- THE BOYZ
- The Rose
- 一級秘密（2018年改名為TST）（已解散）
- TRCNG（已解散）
- Triple H（已解散[3][11]）
- Varsity（英语：Varsity (group)）（已解散）
- Wanna One（已解散[12]）
- Vitamin
- Weki Meki（已解散）

## 2018年
- 開往秋天的列車（已解散）
- ATEEZ[13]
- Berry Good Heart Heart（已解散）
- 夫碩順
- Cherry On Top
- D-CRUNCH（已解散）
- DreamNote
- Fallanc
- Flor_us（已解散）
- Forestella
- fromis_9
- Girlkind（已解散）
- GBB
- I-DLE
- 公園少女（已解散）
- Honey Popcorn
- IZ*ONE（已解散）
- JBJ95
- 本月少女 （已解散）
- KHAN（已解散）
- Like A Movie
- LST（已解散）
- LUCENTE
- Maywish
- Nature （已解散）
- NeonPunch（已解散）
- NOIR
- NTB（已解散）
- 少女時代-Oh! GG
- Oh My Girl Banhana
- PRISTIN V（已解散）
- PIERCE
- Pink Fantasy（已解散）
- PLT
- Purple
- Rose Finger（已解散）
- S＃afla
- Saturday
- SHA SHA（已解散）
- Stray Kids
- Sugar Tint
- Target（英语：Target (band)）
- THE MAN BLK
- Tropical
- UNB（已解散）
- UNI.T（已解散[14]）
- 宇宙Meki
- We Girls（已解散）
- YDPP

## 2019年
- 1TEAM（已解散）
- 1THE9（已解散）
- 3YE（已解散）
- 4CARAT
- 7SENSES[15]
- AB6IX
- ANS（已解散）
- ARGON（已解散）
- ARIAZ
- ASTIN（已解散）
- AWEEK（已解散）
- BDC
- BVNDIT（已解散）
- BZ Boys
- CIX
- Cherry Bullet（已解散）
- D1CE（已解散）
- DONGKIZ（2022年改名為DKZ）
- ENOi（已解散）
- EVERGLOW
- EXO-SC
- FANATICS
- Girl Crush
- HighSchool
- HINAPIA（已解散）
- HiCutie
- Ho1iday（2020年改名為API）（已解散）
- ICU
- I LUV（已解散）
- ITZY
- JUS2（單飛不解散）
- K-Tigers Zero
- Limitless（已解散）
- Magic Touch
- M.O.N.T
- MustB（2024年改名為BE:MAX）
- N.Cus（已解散）
- NewKidd
- ONEUS
- ONEWE
- OnlyOneOf
- Pink Fantasy SHY
- Platinum
- Purple Beck
- Rocket Punch
- SuperM
- TEEN TEEN（已解散）
- THE PINK LADY
- THE T BIRD
- TOMORROW X TOGETHER
- TREI（已解散）
- 留學少女（已解散）
- VANNER
- VERIVERY
- WayV （NCT分隊）
- We in the Zone（已解散）
- 禹奭x冠霖（已解散）
- X1（已解散）
- Z-girls
- Z-boys